# Weihai

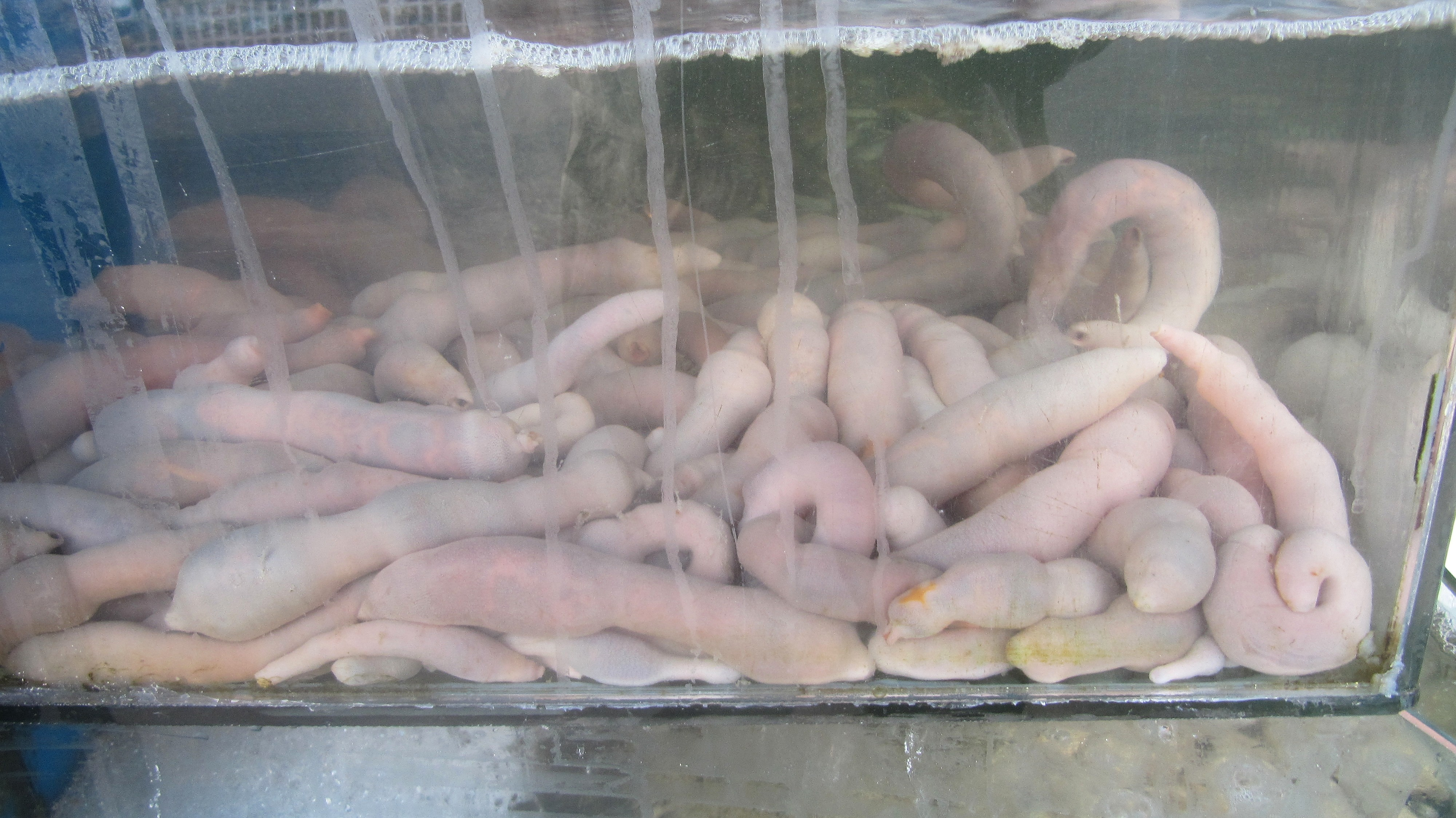
Urechis unicinctus dans un restaurant de bord de mer

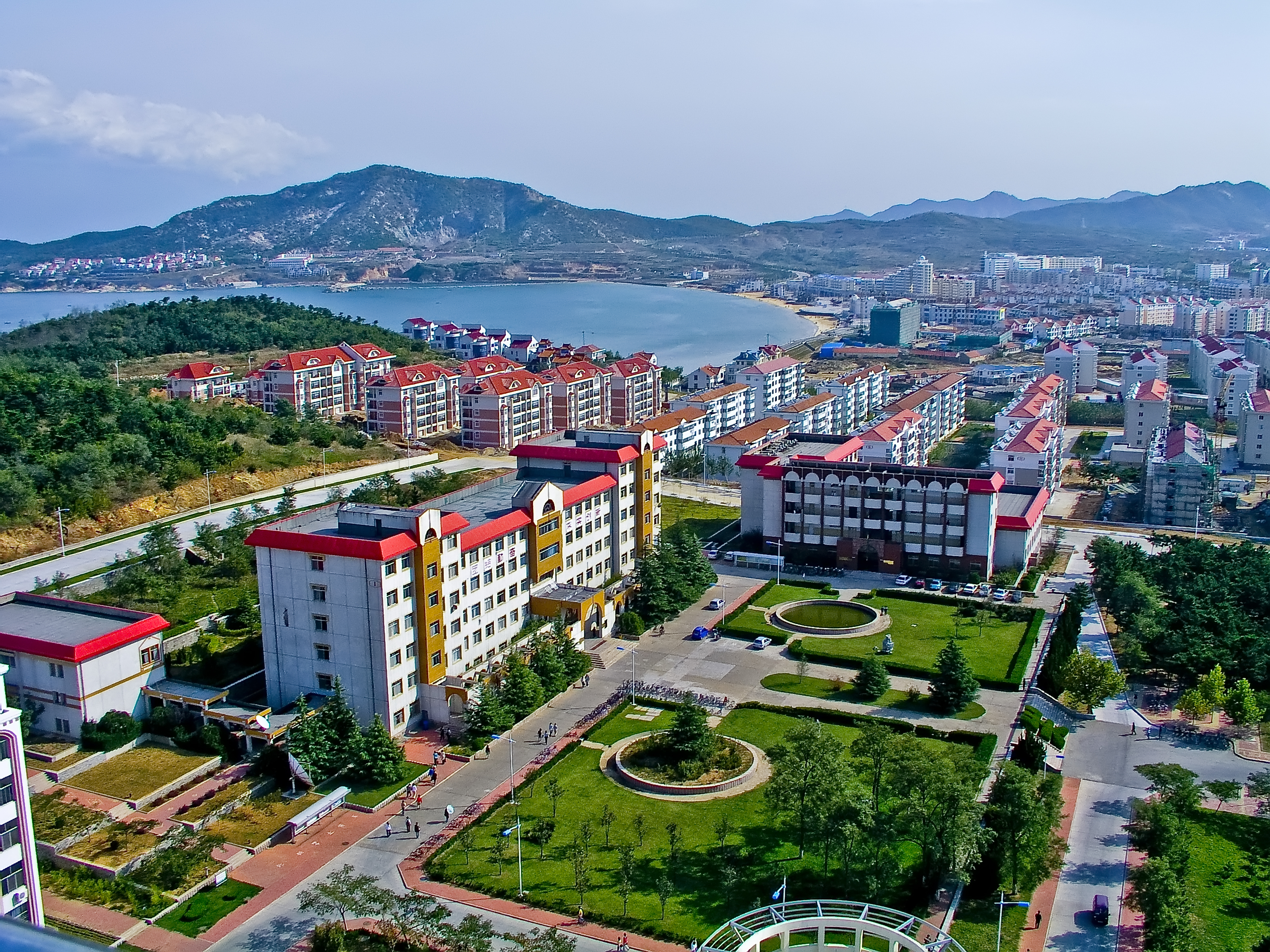
Campus de l'Université du Shandong

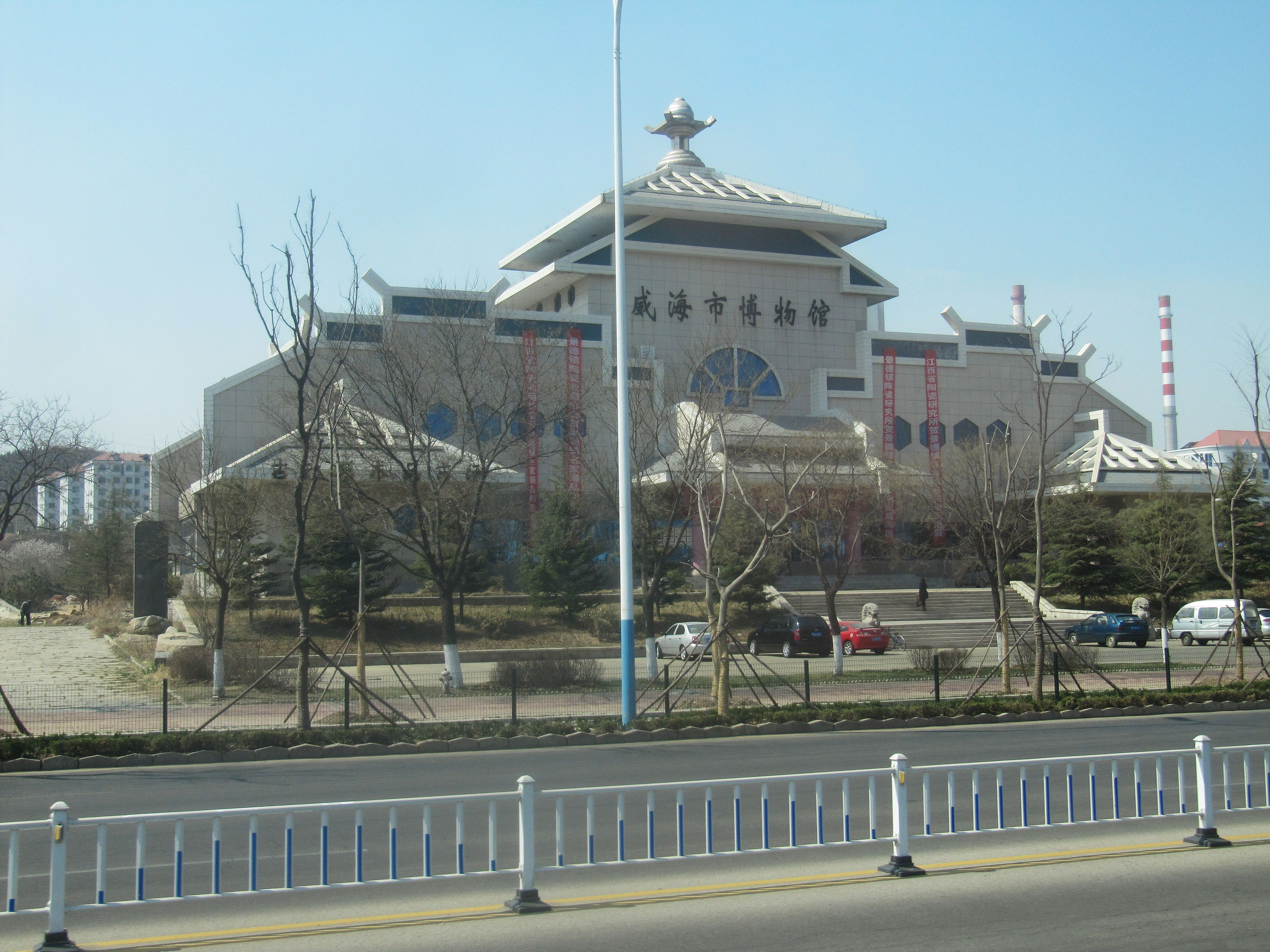
Musée de Wēihǎi

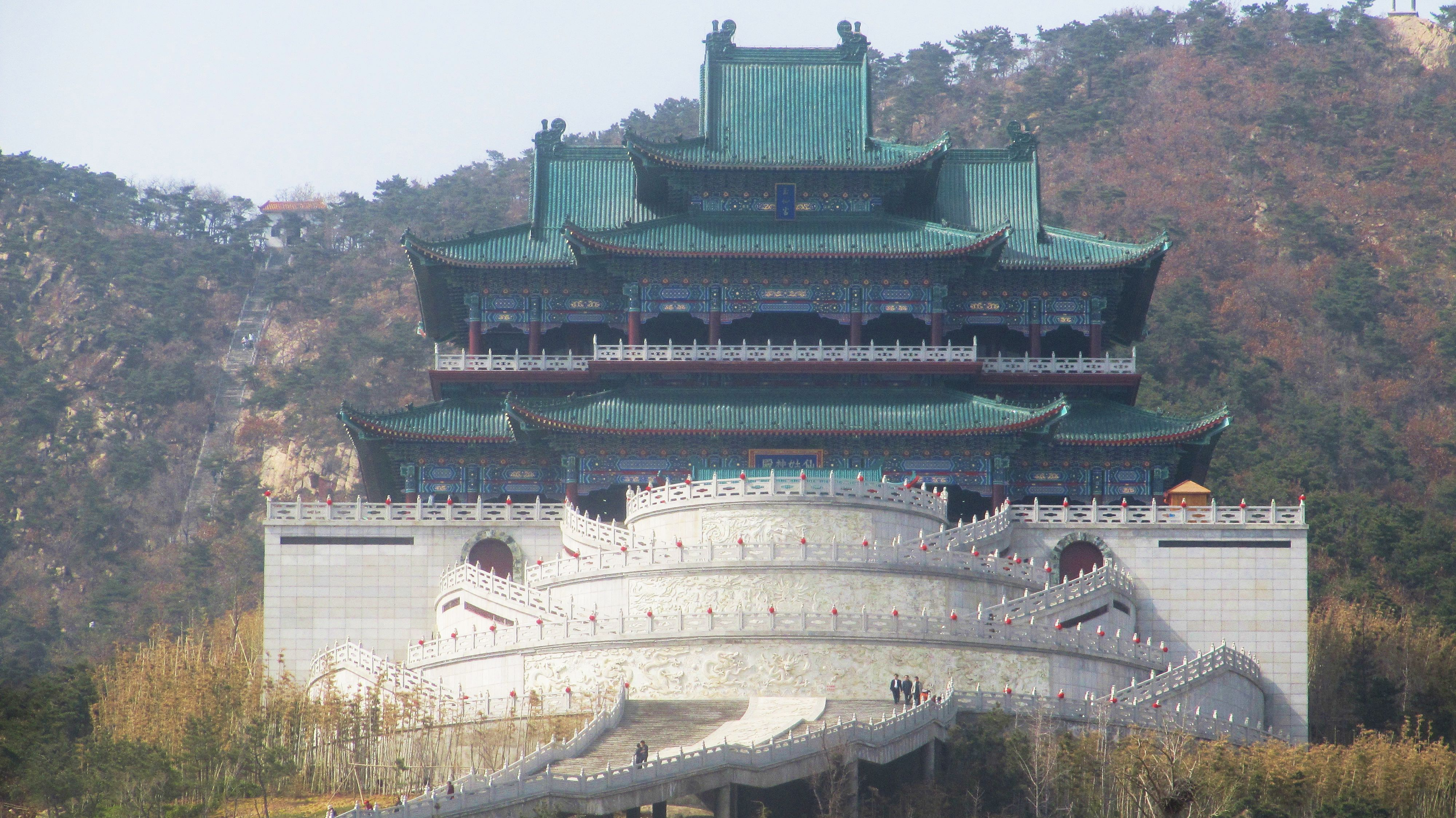
Temple taoïste de Xian'gu ting

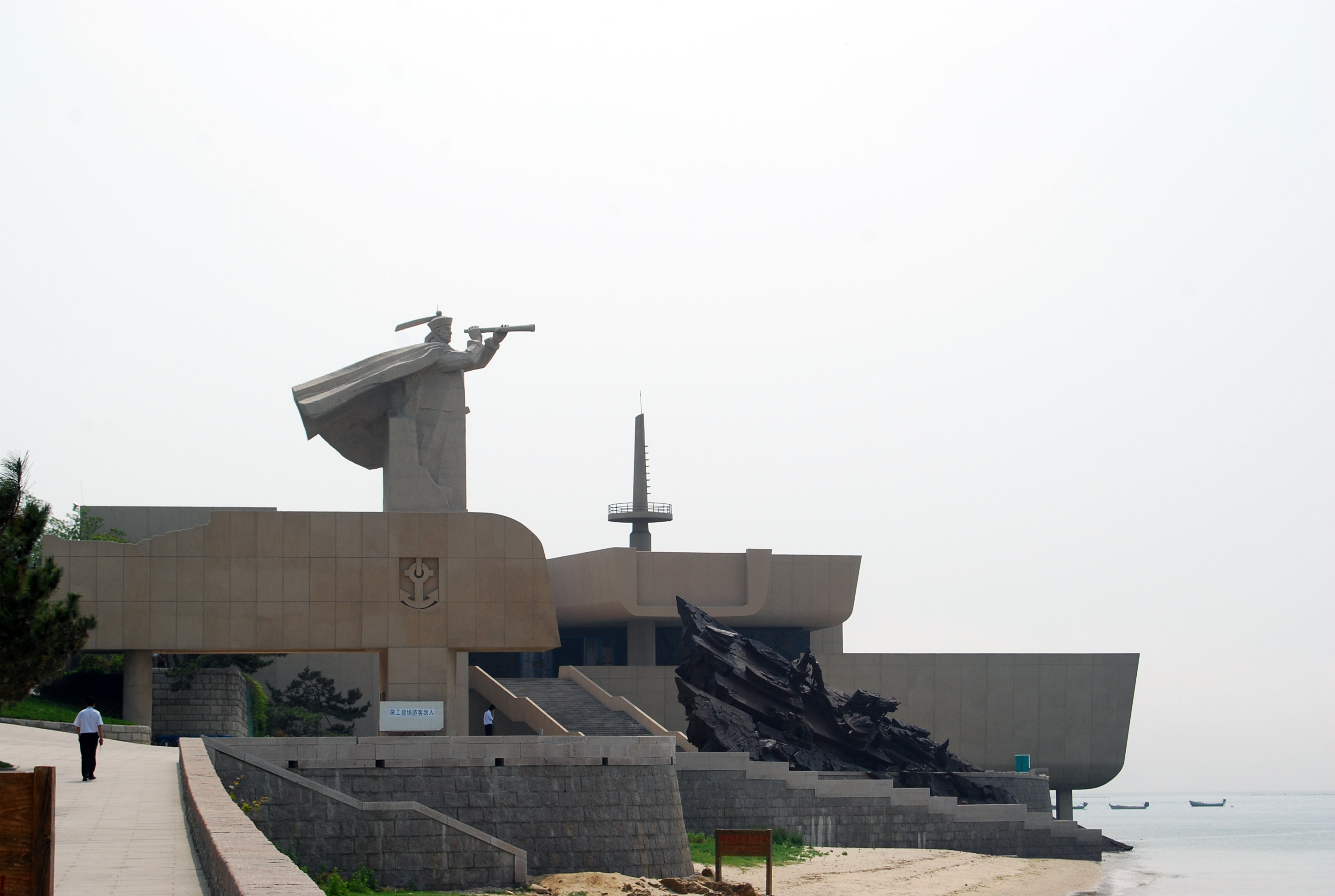
Musée de la guerre sino-japonaise de 1894-1895 sur l'île Liúgōng

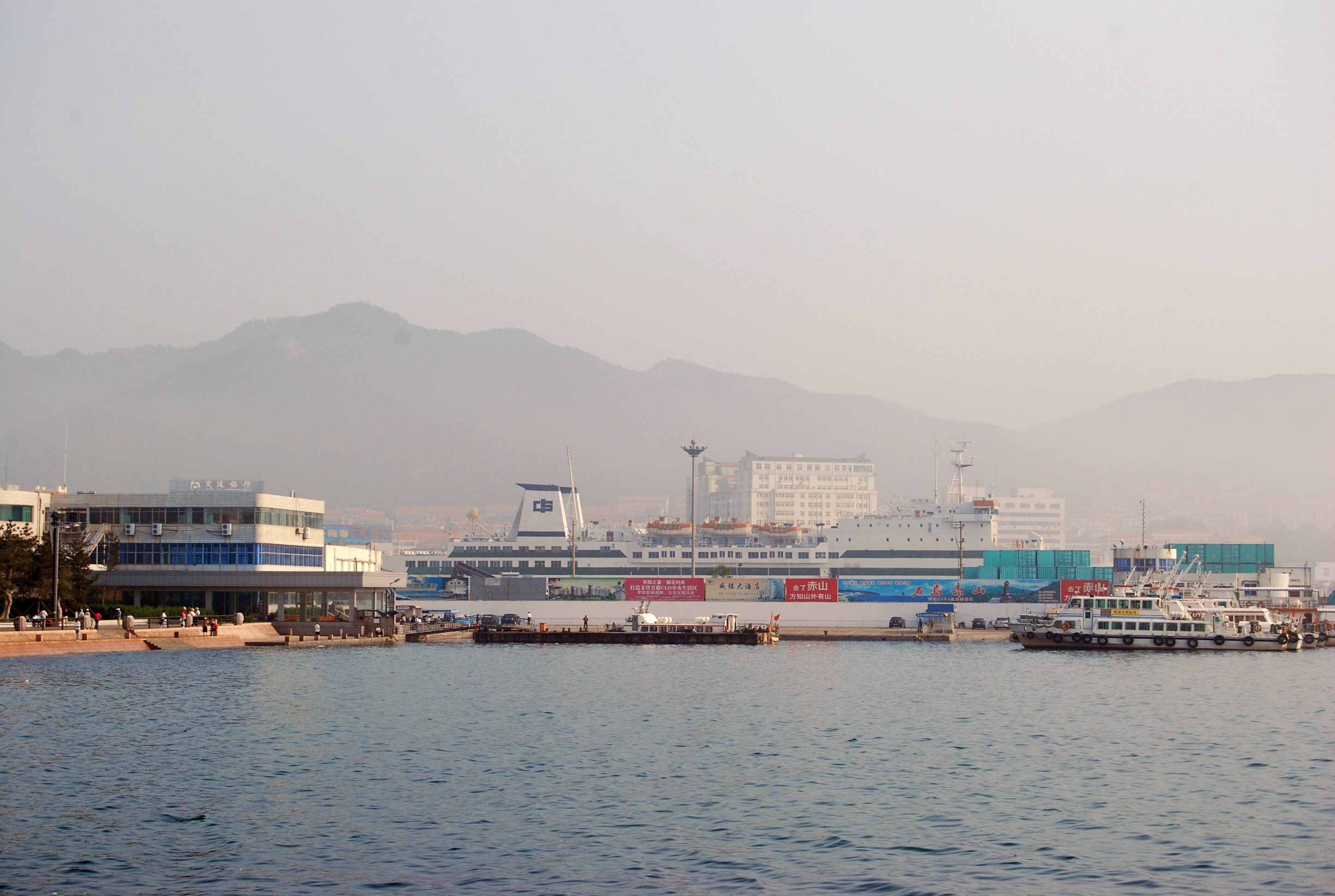
Port de Weihai

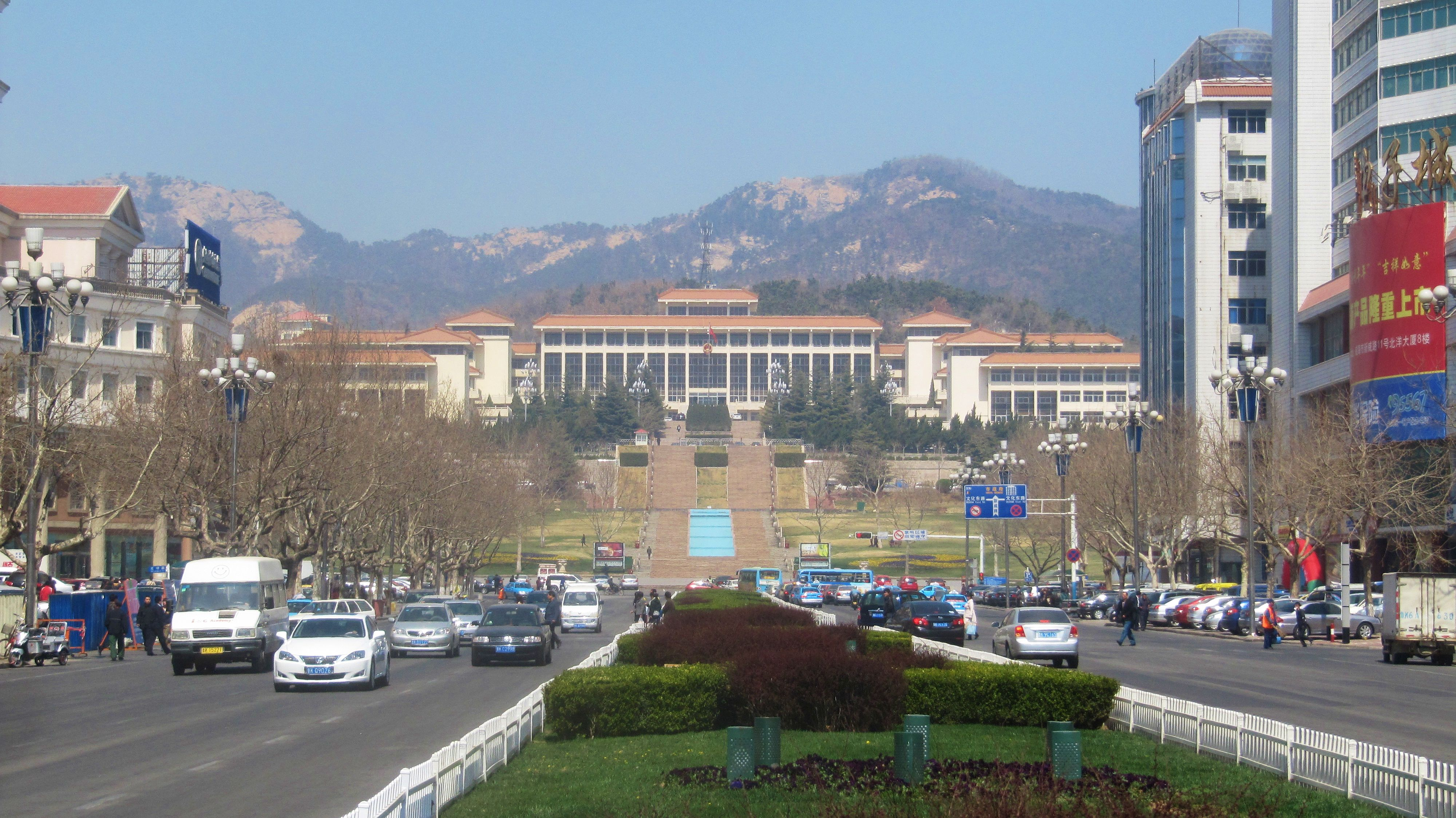
Siège de la municipalité de Wēihǎi, au Nord de la route Xīnwēi (新威路) dans le district de Huáncuì

Weihai (威海 ; pinyin : Wēihǎi) est une ville portuaire du nord-est de la province du Shandong, en Chine. On y parle en plus du mandarin, le dialecte de Weihai du mandarin Jiao Liao et une importante communauté coréenne y est présente.

## Histoire
Cette ville fut une importante base navale durant le XIXe siècle et abrita la flotte de Beiyang.
Elle est le théâtre de la bataille de Weihaiwei qui se déroule du 20 janvier au 12 février 1895.
En mars 1898, après que la Russie a loué pour un bail de 25 ans à la Chine Port-Arthur, sur la côte d'en face, le Royaume-Uni obtient de son côté un bail qui doit durer aussi longtemps que la présence des Russes à Port-Arthur. En 1905, quand le Japon reprend le bail de Port-Arthur, il remplace la Russie dans la clause.
La ville fait donc partie de 1898 au 1er octobre 1930 d'un territoire de 740 km2, Wēihǎiwéi, loué par le Royaume-Uni. Elle constitue à l'époque une base d'été de la Flotte britannique d'Extrême-Orient. Le dernier commissaire de Weihaiwei est Reginald Johnston. Durant l'administration britannique, la ville porta le nom de Port Edward.
Le territoire devient brièvement une région administrative spéciale après qu'il a été rétrocédé à la république de Chine. La Ville de Wēihǎiwéi, administrativement créée en 1945, est rebaptisée Ville de Wēihǎi après la prise de pouvoir par le parti communiste chinois, vers la fin de la guerre civile chinoise, et la déclaration de la république populaire de Chine en 1949.
Le jeudi 29 mai 2014, à 3 heures de l'après-midi, heure locale, un gigantesque incendie ravage la forêt située sur le mont Xianguding (仙姑顶, xiāngū dǐng) dans le centre-ville de la municipalité. Celui-ci semble avoir été maîtrisé le 30 mai. Les crèches ont été fermées le 30 mai et il a été demandé par les autorités aux enfants, femmes et personnes âgées de rester à la maison en raison des importantes fumées dégagées par l'incendie.

## Culture

### Gastronomie
La cuisine de Weihai fait partie intégrante de la cuisine du Shandong (鲁菜, lǔcài), on y trouve donc de nombreux plats communs à la cuisine de la province tels que les raviolis souvent appelés par erreur « pékinois » en France (jiaozi, 饺子).
La municipalité étant entourée par la mer, on y mange beaucoup de poissons et fruits de mer, en particulier le concombre de mer, étoile de mer ou urechis unicinctus (海肠, hǎicháng, « estomac de mer »), un ver des sables au gout proche de l'andouillette.
Le repas est souvent accompagné de bières légères, dont la bière Wēihǎiwèi (威海卫啤酒) de production locale, la bière de ou celles de municipalités voisines (Qingdao, Yantai (烟台)...). Le vin rouge de Zhangyu (张裕), produit dans la municipalité voisine de Yantai, peut également se retrouver sur la table.
Ces boissons ont souvent tendance à remplacer les alcools blancs (de sorgho ou mélanges de différentes céréales, comme dans la majorité de la Chine) dans les repas, sans toutefois les éliminer, ce dernier restant important pour les repas de fête ou de retrouvailles.
La présence d'une communauté coréenne importante a favorisé la présence de nombreux restaurants coréens, mais on peut également trouver des spécialités de nombreuses autres régions de Chine, lamian (nouilles tirées à la main) des Hui de Lanzhou, cuisines de Hubei, Hunan, Sichuan.
Plusieurs restaurants où de grands chefs cuisinent sont situés dans les hôtels bordant la route Wénhuà Ouest et Centre (文化西路 et 文化中路).

### Sites touristiques
Le Musée de Wēihǎi (威海博物馆) a deux étages :
- le premier étage présente des peintures traditionnelles chinoises, des fossiles et diverses céramiques dans ses collections permanentes.
- Des expositions temporaires d'art et d'artisanat sont organisées au rez-de-chaussée.
- Sur le sommet Xiangu (仙故顶) est situé un temple taoïste comportant une sculpture monumentale en jade représentant une des immortelles vénérées par les pratiquants du taoïsme. L'escalier permettant d'y accéder est orné de nombreuses sculptures contemporaines sur des thèmes taoïstes. Ce sommet offre également un point de vue sur la partie sud-est de la ville et abrite différents événements.

La ville possède plusieurs plages de sable fin où l'on peut se baigner, notamment au nord-ouest de la ville.
Le parc de Wēihǎi, situé sur le littoral oriental de la ville comporte de nombreuses sculptures monumentales contemporaines, des jeux pour les enfants et des agrès pour garder la forme. Ce parc est totalement ouvert.

#### Île Liugong
L'île Liúgōng (刘公岛, liúgōng dǎo), située dans le district de Huancui, possède un zoo (avec notamment des pandas), un parc naturel et différents musées :
- Un musée du cachalot, qui en expose un spécimen de plus de 30 m de longueur retrouvé échoué sur une plage.
- Un musée de la guerre sino-japonaise de 1894-1895 (Bureau du commandement naval de la marine de Beiyang) (chinois : 甲午战争博物馆(北洋水师提督署)).
- Un musée de la colonisation britannique
- Un sous-marin musée.
- Au sommet du mont Qiding, point culminant de l'île, on peut voir les canons des anciennes lignes de défenses (chinois : 旗顶山炮台).

## Éducation
La municipalité de Wēihǎi compte deux campus universitaires, situées sur la partie nord de la route Wenhua :
- Une filiale de l'université du Shandong où se trouvent deux observatoires astronomiques, une grande bibliothèque et de nombreux terrains de sport. Des chambres permettant d'accueillir des étudiants étrangers, dont beaucoup sont d'origine coréenne ;
- Une filiale de l'Institut de technologie de Harbin.

Une école militaire est également située sur l'île de Liugong.
Weihai compte également de nombreux collèges, écoles et centres sportifs.

## Économie
En 2005, le PIB total a été de 117,0 milliards de yuans, et le PIB par habitant de 47 028 yuans.
En raison de la présence d'une importante communauté coréenne, on y trouve de nombreux grossistes et restaurants coréens.
L'activité de pêche y est importante, la ville de Wēihǎi compte des ports de pêcheurs artisanaux sur la partie nord de ses côtes.
Deux ports moyens situés sur sa côte est, un de transport et de pêche (威海渔港) et de voyageurs (珠海旅游码头), situé au nord-est de la ville, dans le district de Huáncuì (环翠区), et un de marchandise (威海港), dans la zone industrielle au sud-est.

## Transports
- L'ensemble de la ville est desservi par un réseau d'autobus bus public et par des taxis. Dans certains quartiers, des taxis sous forme de tricycles motorisés transportent les voyageurs jusqu'à des stations d'autobus et de taxis traditionnels.
- Le port de voyageurs (chinois : 珠海旅游码头) dessert l'île de Liugong et bien d'autres destinations plus éloignées, que ce soit dans la province du Shandong ou d'autres provinces comme le Liaoning.
- Weihai est un terminus de ligne de chemin de fer. les trains K411 et K412 relient Weihai à Pékin.
- Un réseau de bus longue distance permet de voyager à destination ou en provenance d'autres villes de la province. La gare routière se trouve à côté de la gare ferroviaire.
- l'aéroport de Wēihǎi Dàshuǐbó (威海大水泊机场, wēihǎi dàshuǐbó jīchǎng) offre un choix de lignes nationales et internationales (à destination de Séoul et Busan en Corée du Sud).

## Géographie

### Subdivisions administratives
La ville-préfecture de Wēihǎi exerce sa juridiction sur quatre subdivisions - un district et trois villes-districts :
- le district de Huancui - 环翠区, huáncuì qū[5] ;
- la ville de Wendeng - 文登市, wéndēng shì ;
- la ville de Rongcheng - 荣成市, róngchéng shì ;
- la ville de Rushan -乳山市, rǔshān shì.

## Jumelages
- Cheltenham (Angleterre) depuis 1987
- Ube (Japon) depuis 1992
- Yeosu (Corée du Sud) depuis 1994
- Santa Barbara (États-Unis) depuis 1994
- Sotchi (Russie) depuis 1996
- Biella (Italie) depuis 1996
- Timaru (Nouvelle-Zélande) depuis 1998
- Brazzaville (Congo) depuis 2004
- Navapolatsk (Biélorussie) depuis 2006
- Sousse (Tunisie) depuis 2007

## Honneur
L'astéroïde (207931) Weihai, découvert par l'université du Shandong, porte le nom de la ville.